# Deutschsprachige Gemeinschaft
Die Deutschsprachige Gemeinschaft (Abkürzung DG, in der Außendarstellung Ostbelgien, französisch Communauté germanophone, niederländisch Duitstalige Gemeenschap) ist neben der Französischen Gemeinschaft und der Flämischen Gemeinschaft eine der drei Gemeinschaften des Königreichs Belgien und somit ein Gliedstaat des belgischen Föderalstaates. Die Gemeinden der DG liegen im Osten der Provinz Lüttich in der Wallonischen Region.

## Beschreibung
Die DG umfasst neun Gemeinden mit rund 79.400 Einwohnern. Somit ist die DG die kleinste der drei politischen Gemeinschaften Belgiens. Ihre Entstehung geht auf die 1970 gebildete deutsche Kulturgemeinschaft und die Föderalisierung des bis dahin zentral regierten belgischen Staates zurück. Der Begriff Deutschsprachige Gemeinschaft ist nicht gleichzusetzen mit den Begriffen Ostbelgien und belgische Ostkantone, die auch das überwiegend französischsprachige Gebiet der Gemeinden Malmedy und Weismes einschließen.
Die Regierung der Deutschsprachigen Gemeinschaft beschloss am 15. März 2017, für die Außendarstellung ihrer politischen Institutionen und öffentlichen Dienste die Bezeichnung Ostbelgien zu verwenden. Diese Dachmarke steht auch Vereinen, Unternehmen und Organisationen aus dem deutschen Sprachgebiet Belgiens offen. Ziel ist es, im allgemeinen Sprachgebrauch den sperrigen Begriff Deutschsprachige Gemeinschaft und die missverständliche Abkürzung DG zu ersetzen. Der Begriff Ostbelgien wird auch in den anderen Landesteilen dabei stets nur in deutscher Sprache verwendet.
Mit der allgemeineren Bezeichnung deutschsprachige Belgier oder deutschsprachige Minderheit Belgiens, deren Zahl auf insgesamt über 100.000 geschätzt wird, ist der Begriff Deutschsprachige Gemeinschaft nicht deckungsgleich. Deutschsprachige Minderheiten leben von altersher auch außerhalb des Gebietes der Deutschsprachigen Gemeinschaft (etwa in Malmedy und Weismes, aber auch in den plattdeutschen Gemeinden), während sich die Deutschsprachige Gemeinschaft insbesondere aus jenen Gebieten zusammensetzt, in denen deutschsprachige Belgier die Mehrheit der Bevölkerung bilden. Nicht zu den deutschsprachigen Gebieten im engeren Sinne wird das Areler Land gezählt, dessen Mundarten heute dem Luxemburgischen zugeordnet werden.
In der Föderalismusforschung wird die DG mit eigener Regierung und einem Parlament der Deutschsprachigen Gemeinschaft dem Typus des Kleingliedstaates zugerechnet.

## Geographische Lage
Das Gebiet der Deutschsprachigen Gemeinschaft grenzt im Norden an das Dreiländereck Belgien-Deutschland-Niederlande, im Osten an Deutschland und im Süden an Luxemburg, westlich liegt das Gebiet der Französischen Gemeinschaft Belgiens.

Die Deutschsprachige Gemeinschaft in Blassgelb (Detailkarte)

Innerhalb Belgiens übt die Deutschsprachige Gemeinschaft ihre politischen Zuständigkeiten auf dem deutschen Sprachgebiet aus, in dem sich neun Gemeinden befinden. Eupen ist Sitz der Regierung, des Parlamentes sowie Verwaltungszentrum.
Die Gemeinden Malmedy und Weismes (französisch Waimes) gehören zur Gebietskörperschaft der
Französischen Gemeinschaft Belgiens. Die deutsche Minderheit hat dort eigene Rechte. Gelegentlich werden die neun deutschsprachigen Gemeinden zusammen mit den Gemeinden Malmedy und Weismes wegen der gemeinsamen politischen Vergangenheit historisch als Ostbelgien gleich Ostkantone, früher auch als Eupen-Malmedy-St. Vith oder kürzer als Eupen-Malmedy bezeichnet.
Seit 2017 bezeichnet die Deutschsprachige Gemeinschaft ihr Gebiet weithin als Ostbelgien. Entsprechend zu Südtirol (offiziell: Autonome Provinz Bozen – Südtirol) wird die Bezeichnung Deutschsprachige Gemeinschaft Belgiens zwar nach wie vor in offiziellen Dokumenten verwendet, in der Außendarstellung, im Internet sowie auf offiziellen Beschilderungen von Ministerium, Regierung und Parlament nennt sich die Region seitdem Ostbelgien.
Das Gebiet der Deutschsprachigen Gemeinschaft befindet sich in der Provinz Lüttich und in der Wallonischen Region. Innerhalb der Europäischen Union gehört die DG den beiden Euregios Maas-Rhein und Saar-Lor-Lux an.

## Bevölkerung

### Demografie

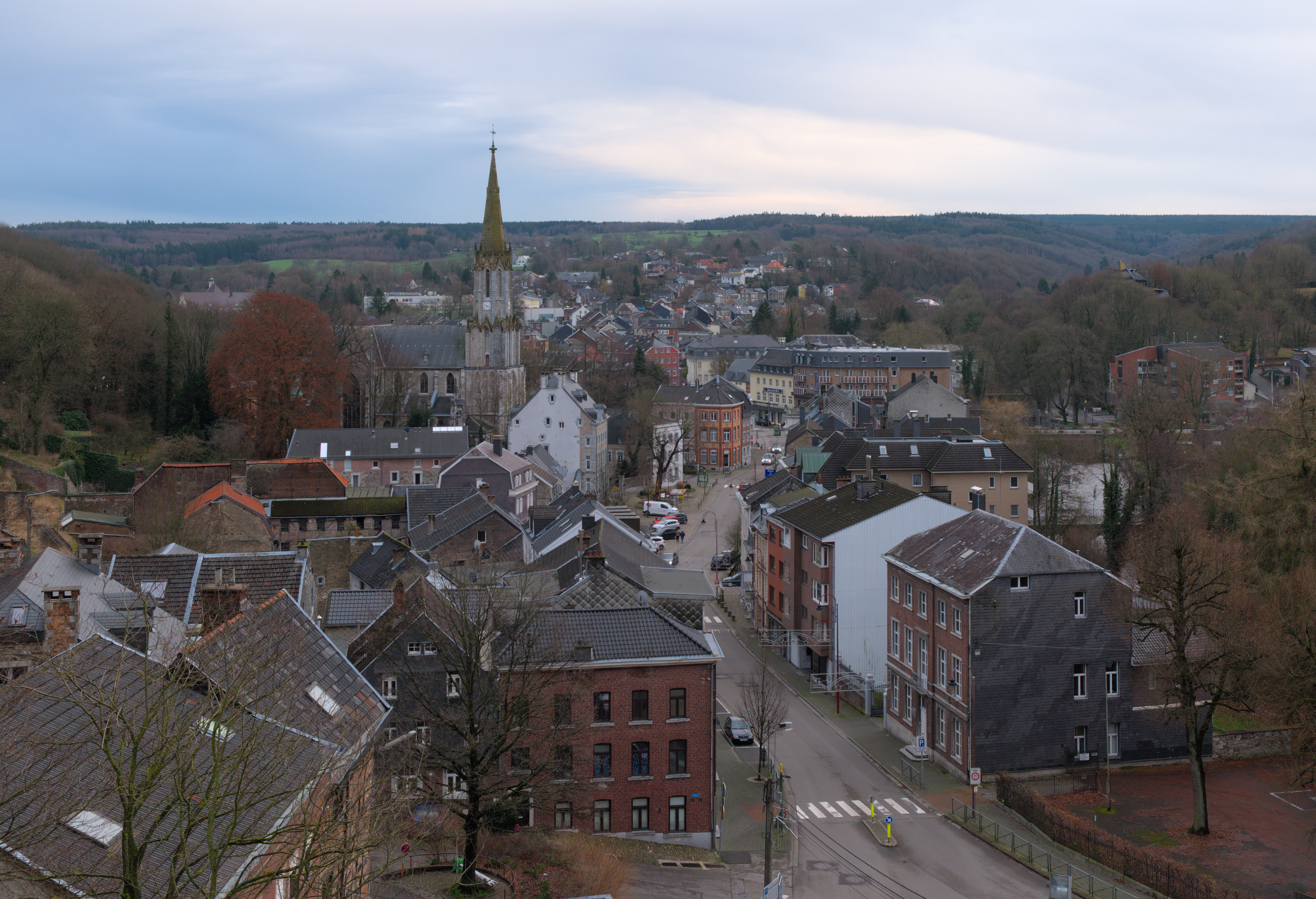
Eupen ist der Verwaltungssitz der Deutschsprachigen Gemeinschaft.

Am 1. Januar 2024 wohnten auf dem Gebiet der Deutschsprachigen Gemeinschaft 79.479 Einwohner. Davon waren 40.036 Einwohner weiblich und 39.443 männlich. Die DG ist dünn besiedelt: durchschnittlich leben 93 Einwohnern auf einem Quadratkilometer. Die Einwohnerdichte im Kanton Eupen (Norden) und im Kanton St. Vith (Süden) weichen erheblich voneinander ab: im Kanton Eupen (48.639 Einwohner) leben durchschnittlich rund 216 Einwohner auf einem Quadratkilometer; im Kanton St. Vith sind es nur 49 Einwohner.
Das demographische Nord-Süd-Gefälle wird insbesondere beim Vergleich der nördlichsten und der südlichsten Gemeinde deutlich: Die am dichtesten besiedelte Gemeinde der DG ist Kelmis (626 Einwohner je Quadratkilometer), die jeweils am dünnsten besiedelten Gemeinden sind Büllingen und Burg-Reuland (je 36 Einwohner je Quadratkilometer). Zum Vergleich: Am 1. Januar 2019 wohnten in Belgien 374 Einwohner je Quadratkilometer, in der Wallonischen Region 216 und in Flandern 487 Einwohner pro Quadratkilometer.
22 Prozent der Bevölkerung verfügen nicht über die belgische Staatsangehörigkeit. Dabei liegt der Ausländeranteil im Kanton Eupen bei 30 Prozent, im Kanton St. Vith dagegen nur bei 9 Prozent (1. Januar 2023).
Die mit Abstand größte Gruppe unter den Ausländern (1. Januar 2012) sind deutsche Staatsbürger, gefolgt von Niederländern. Den größten Anteil deutscher Staatsbürger hat die Gemeinde Raeren mit mittlerweile fast 50 Prozent.
| Gemeinde     | Fläche in km² | Einwohner | Ausländeranteil A1 in Prozent | Einwohner je km² | Kanton   |
| ------------ | ------------- | --------- | ----------------------------- | ---------------- | -------- |
| Eupen        | 103,74        | 20.093    | 17,7                          | 194              | Eupen    |
| Kelmis       | 018,12        | 11.352    | 39,2                          | 626              | Eupen    |
| Lontzen      | 028,73        | 06.058    | 19,8                          | 211              | Eupen    |
| Raeren       | 074,21        | 11.136    | 49,3                          | 150              | Eupen    |
| Amel         | 125,15        | 05.612    | 05,6                          | 045              | St. Vith |
| Büllingen    | 150,49        | 05.544    | 09,8                          | 037              | St. Vith |
| Burg-Reuland | 108,96        | 03.961    | 04,5                          | 036              | St. Vith |
| Bütgenbach   | 097,31        | 05.652    | 08,8                          | 058              | St. Vith |
| Sankt Vith   | 146,93        | 10.071    | 08,5                          | 069              | St. Vith |
| Gesamt       | 853,64        | 79.479    | 21,6                          | 093              |          |

### Sprache
Die Einwohner der Deutschsprachigen Gemeinschaft werden sprachlich verschiedenen staatsübergreifenden Dialektgruppen zugeordnet:
- im Kanton Eupen: dem Niederfränkischen (Limburgischen) und Ripuarischen
- im Kanton St. Vith: dem Moselfränkischen und Ripuarischen

Ansonsten wird weitgehend die hochdeutsche Standardsprache (Deutsch) in Verwaltungen, Schulen, im Kirchenleben und in den Sozialbeziehungen verwendet.
Die größte Bevölkerungsminderheit in dieser Region (vorwiegend in den nördlichen Gemeinden Kelmis, Lontzen und Eupen) sind die französischsprachigen Belgier.
2009 wurde die Deutschsprachige Gemeinschaft mit dem Institutionenpreis Deutsche Sprache ausgezeichnet, und 2011 trat sie als korporatives Mitglied dem Verein Deutsche Sprache bei.

### Religion
In der Deutschsprachigen Gemeinschaft ist die Bevölkerung meist römisch-katholischen Glaubens. Das Gebiet gliedert sich in drei Dekanate mit 32 Pfarreien, die zum Bistum Lüttich gehören. Daneben besteht eine kleinere evangelische Gemeinde mit Sitz in Eupen. Diese ist der Vereinigten Protestantischen Kirche von Belgien angeschlossen.

## Geschichte

### Mittelalter und Frühe Neuzeit
Das Gebiet gehörte bis ins 13. Jahrhundert zum Herzogtum Limburg und fiel nach der Schlacht von Worringen (1288) an das Herzogtum Brabant. Im 15. Jahrhundert fiel es durch Heirat an die Herzöge von Burgund, dann an die spanischen Habsburger und 1713, nach dem Frieden von Utrecht, an die österreichischen Habsburger. Von 1794 bis 1814 gehörte es zum französischen Département Ourthe (Franzosenzeit). Die Gegenden um Sankt Vith, Burg-Reuland und Schleiden dagegen gehörten über Jahrhunderte hin zum weiter südlich gelegenen Herzogtum Luxemburg.

### 1815 Wiener Kongress, 1919 Versailler Vertrag und Zeit nach dem Ersten Weltkrieg

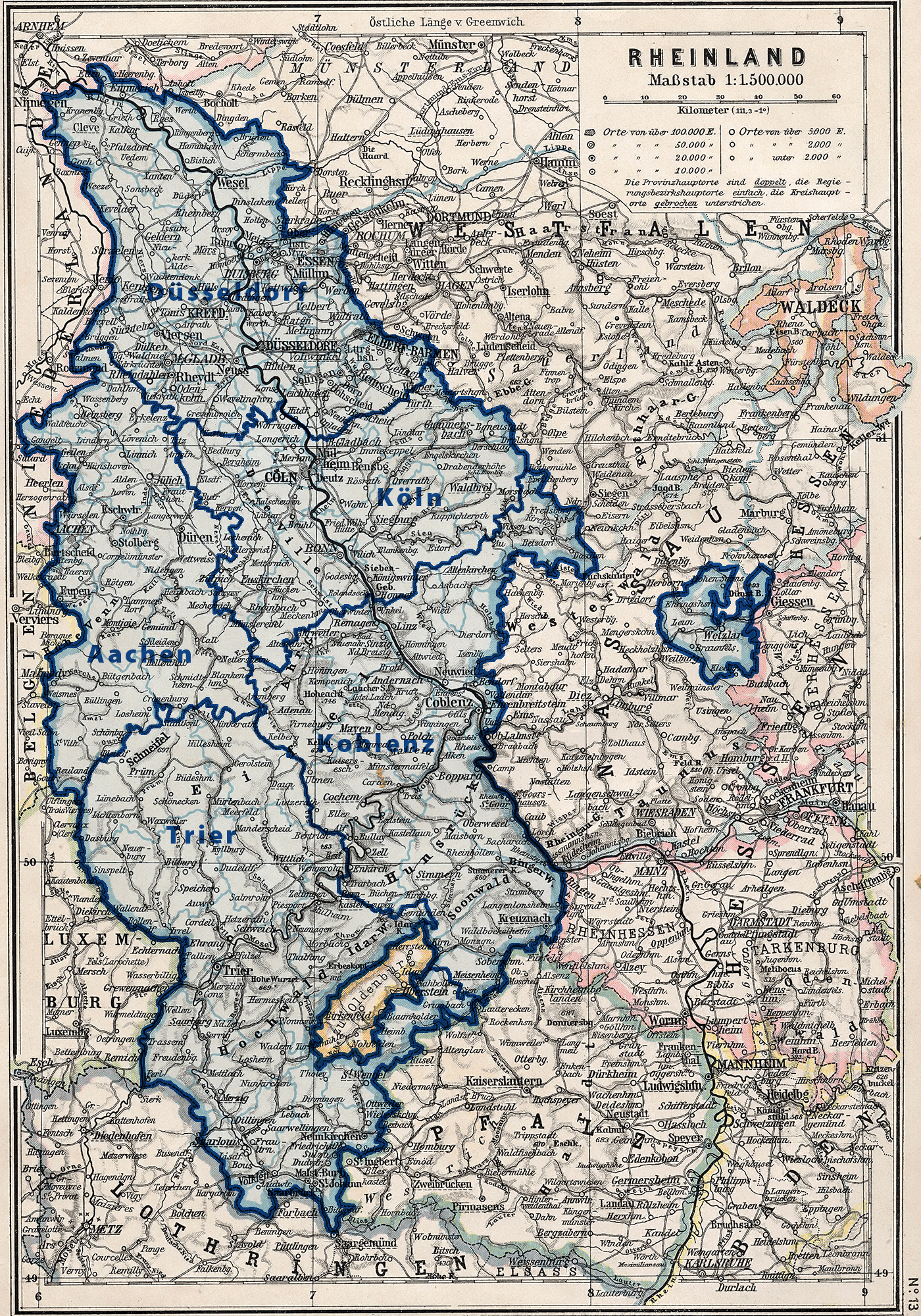
Regierungsbezirke im Rheinland (1905)

Nach den Koalitionskriegen und dem Niedergang Napoleons wurde auf dem Wiener Kongress 1815 dieses Gebiet zum Königreich Preußen gegeben, und Deutsch wurde Amtssprache. Im Zuge der Reichsgründung 1871 wurde das Gebiet als Teil Preußens auch Teil des Deutschen Kaiserreichs. Bis heute erinnern die alten Belgisch-Preußischen Grenzsteine an den ehemaligen Verlauf der Grenze. Nach dem Ersten Weltkrieg wurden im Friedensvertrag von Versailles die Kreise Eupen und Malmedy sowie ein Teil des Kreises Monschau 1918 von Deutschland getrennt und als Ostkantone an Belgien gegeben und bis 1925 durch den General Herman Baltia kommissarisch verwaltet. Während dieser Zeit (1918–1925) unterlagen die regionalen Medien der Zensur. In dieser Zeit entstanden auch pro-deutsche politische Organisationen wie die Heimattreue Front oder die Christliche Volkspartei.
Noch für 1920 wurde für die Kreise Eupen und Malmedy eine Volksabstimmung vorgesehen, bei der es um die Frage ging, ob die Region dauerhaft von Deutschland abgetrennt werden und zu Belgien gehören solle. Diese Volksabstimmung wurde aber nicht wie vertraglich festgelegt geheim abgehalten. Vielmehr wurden ab dem 10. Januar 1920 an bestimmten Tagen Optionslisten öffentlich ausgelegt, in denen sich die Abstimmungsberechtigten eintragen konnten. Durch massive Einflussnahme Baltias – dieser ließ verkünden, dass „Deutschland-Stimmer“ sofort aus Belgien ausgewiesen bzw. dass Geldumtausch und Verteilung von Lebensmittelkarten usw. negativ beschieden werden würden – trugen sich nur 271 der 33.726 Berechtigten in diese Listen ein.
Aufgrund des Abstimmungsergebnisses wurden am 20. September 1920 Eupen, Malmedy und ein Teil Monschaus, rund 1.036 km², vom Deutschen Reich abgetrennt und Belgien übergeben. Bis zur Zeit des Nationalsozialismus waren alle deutschen Regierungen darum bemüht, bezüglich Eupen-Malmedys eine Grenzrevision anzustreben. So liefen insbesondere ab 1925 bis Ende der 1920er Jahre Verhandlungen zwischen Belgien und Deutschland, das Gebiet gegen eine Entschädigungssumme von 300 Millionen Goldfranken dem Deutschen Reich zurückzugeben. Dies scheiterte hauptsächlich am Widerstand der französischen Regierung, während die anderen Unterzeichnermächte des Versailler Vertrages ihre Zustimmung auf diplomatischem Wege kundgetan hatten. Die Gespräche wurden daraufhin abgebrochen.

### Zweiter Weltkrieg
Nach dem deutschen Überfall auf Belgien wurde das Gebiet am 18. Mai 1940 annektiert und um zehn altbelgische Gemeinden vergrößert, die 1815 bei Belgien verblieben waren und damit nicht zum Gebietsstand des Deutschen Kaiserreiches gehört hatten.

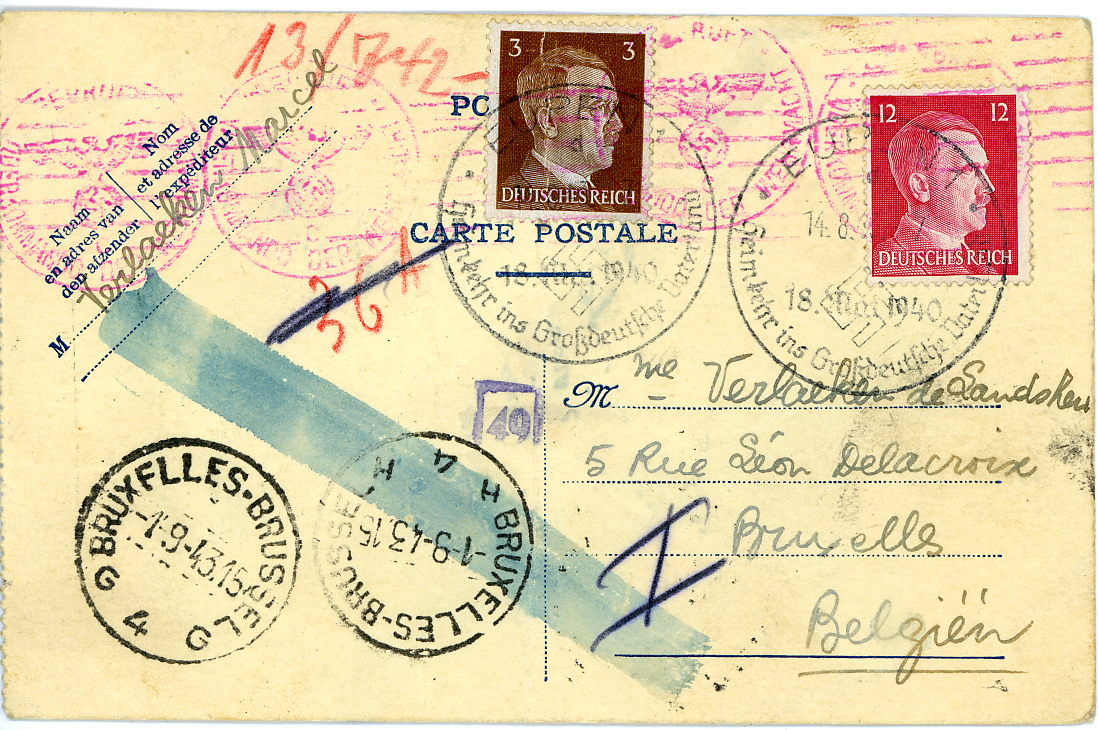
1943 Postkarte mit Stempel „EUPEN Heimkehr ins Großdeutsche Vaterland“

Rund 8800 Männer aus den Ostkantonen kämpften während des Zweiten Weltkriegs in der Wehrmacht. Nach dem Krieg wurde das Gebiet wieder dem belgischen Staat zugeordnet. 1945 folgte eine offizielle Entnazifizierung, die zur Aberkennung der Bürgerrechte und anderen Sanktionen führen konnte.

### Potsdamer Konferenz und deren Folgen
Nach dem Zweiten Weltkrieg wurde auf der Potsdamer Konferenz beschlossen, Deutschland als völkerrechtliches Subjekt in den Grenzen von 1937 zu behandeln, was bedeutete, dass die im Krieg okkupierten Kreise Eupen und Malmedy wieder an Belgien gingen.
Letztmals wurden Grenzabschnitte im deutsch-belgischen Grenzvertrag von 1956 korrigiert.

### Derzeitige Lage
Als Folge der Sprachgesetzgebung von 1963 wurde Belgien in drei Sprachgemeinschaften aufgeteilt; dies wurde 1970 umgesetzt, und somit konnte der Rat der deutschen Kulturgemeinschaft (RdK) als unmittelbarer Vorläufer des Rates der Deutschsprachigen Gemeinschaft (RDG), der seit dem Jahr 2004 Parlament der Deutschsprachigen Gemeinschaft (PDG) heißt, eingesetzt werden.

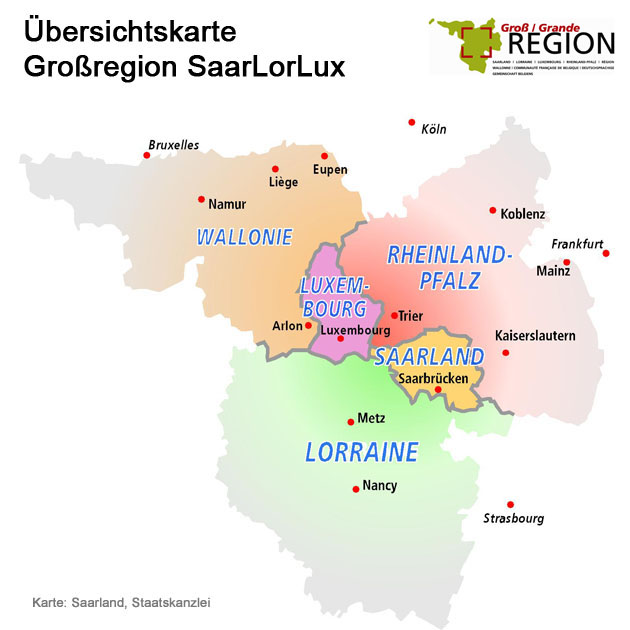
Die Deutschsprachige Gemeinschaft ist Teil der 1998 gegründeten Großregion Saar-Lor-Lux.

Als Grenzregion engagiert sich die Deutschsprachige Gemeinschaft seit einigen Jahren durch die Beteiligung an der Großregion Saar-Lor-Lux und der Euregio Maas-Rhein auch intensiv im Rahmen der europäischen Integration.
Insbesondere der Abbau der Grenzkontrollen im Zuge des Schengener Abkommens und die Währungsunion durch die Einführung des Euro kamen der Gemeinschaft zugute.
Im Rahmen der schweren Regierungskrise Belgiens aufgrund des flämisch-wallonischen Konfliktes nach der Parlamentswahl im Juni 2010 theoretisierte der damalige Ministerpräsident der DG, Karl-Heinz Lambertz, für den Fall eines Scheiterns des belgischen Staates u. a. über einen eigenständigen Staat Wallonie unter Einbeziehung der DG, eine völlige Unabhängigkeit der Gemeinschaft, eine Rückkehr zu Deutschland oder einen Zusammenschluss mit Luxemburg.

## Politik und Institutionen

### Hoheitssymbole

Flagge der Deutschsprachigen Gemeinschaft

Die Deutschsprachige Gemeinschaft führt ein Wappen und eine Flagge. Am 1. Oktober 1990 wurde ein Dekret über die Einführung des Festtages, des Wappens und der Flagge der Deutschsprachigen Gemeinschaft erlassen.
| Wappen der Deutschsprachigen Gemeinschaft | Blasonierung: „In Silber ein roter Löwe begleitet von neun blauen Fünfblättern, von einer Königskrone überhöht.“ |
| Wappen der Deutschsprachigen Gemeinschaft | Wappenbegründung: Die neun blauen Blüten stehen für die neun Gemeinden, aus denen die Gemeinschaft besteht. Der rote Löwe auf Weiß erinnert an das Herzogtum Limburg, auf dessen ehemaligen Territorium die nördlichen der deutschsprachigen Gemeinden liegen, aber auch an das alte Luxemburg, auf dessen ehemaligen Territorien die südlichen Gemeinden liegen. |

### Zuständigkeiten
Die Deutschsprachige Gemeinschaft hat die Befugnis über die kulturellen Angelegenheiten, die personenbezogenen Angelegenheiten, das Unterrichtswesen, die Zusammenarbeit zwischen den Gemeinschaften und die internationale Zusammenarbeit in den erwähnten Angelegenheiten sowie die Regulierung des Gebrauches der Sprachen für den Unterricht in den von den öffentlichen Behörden geschaffenen, bezuschussten oder anerkannten Einrichtungen.
Sie hat auch das Recht, gewisse Zuständigkeiten der Wallonischen Region auf ihrem Gebiet selbst auszuüben. Aus diesem Grund ist die Deutschsprachige Gemeinschaft ebenfalls zuständig für Denkmalschutz, Landschaftsschutz (seit 1994), Beschäftigungspolitik (seit 2000), Gemeindeaufsicht und -finanzierung (seit 2005), Tourismus (seit 2014) und für Wohnungsbau, Raumordnung und Aspekte der Energiepolitik (seit 2020).
Die Deutschsprachige Gemeinschaft strebt im Zuge der künftigen Staatsreform die Ausgliederung des deutschen Sprachgebietes aus der Wallonischen Region und die Erhebung zum gleichberechtigten vierten belgischen Gliedstaat neben Flandern, Wallonien und Brüssel an.
Seit September 2019 haben die Menschen der DG erweiterte politische Rechte, mehr als sonst in Europa, abgesehen von der Schweiz. Bürger bekommen die Macht im deutschsprachigen Belgien, titelt dazu De Standaard. In Eupen werden die Bürger bald ständig konsultiert, meint Le Soir. Von einem ständigen Bürgerdialog spricht das Grenz-Echo. Das Parlament der Deutschsprachigen Gemeinschaft hat am 25. Februar 2019 einstimmig ein Dekret angenommen, welches den Bürgern künftig ein weitgehendes Mitspracherecht bei der Gestaltung von Tagespolitik einräumt.

### Gesetzgebende Gewalt

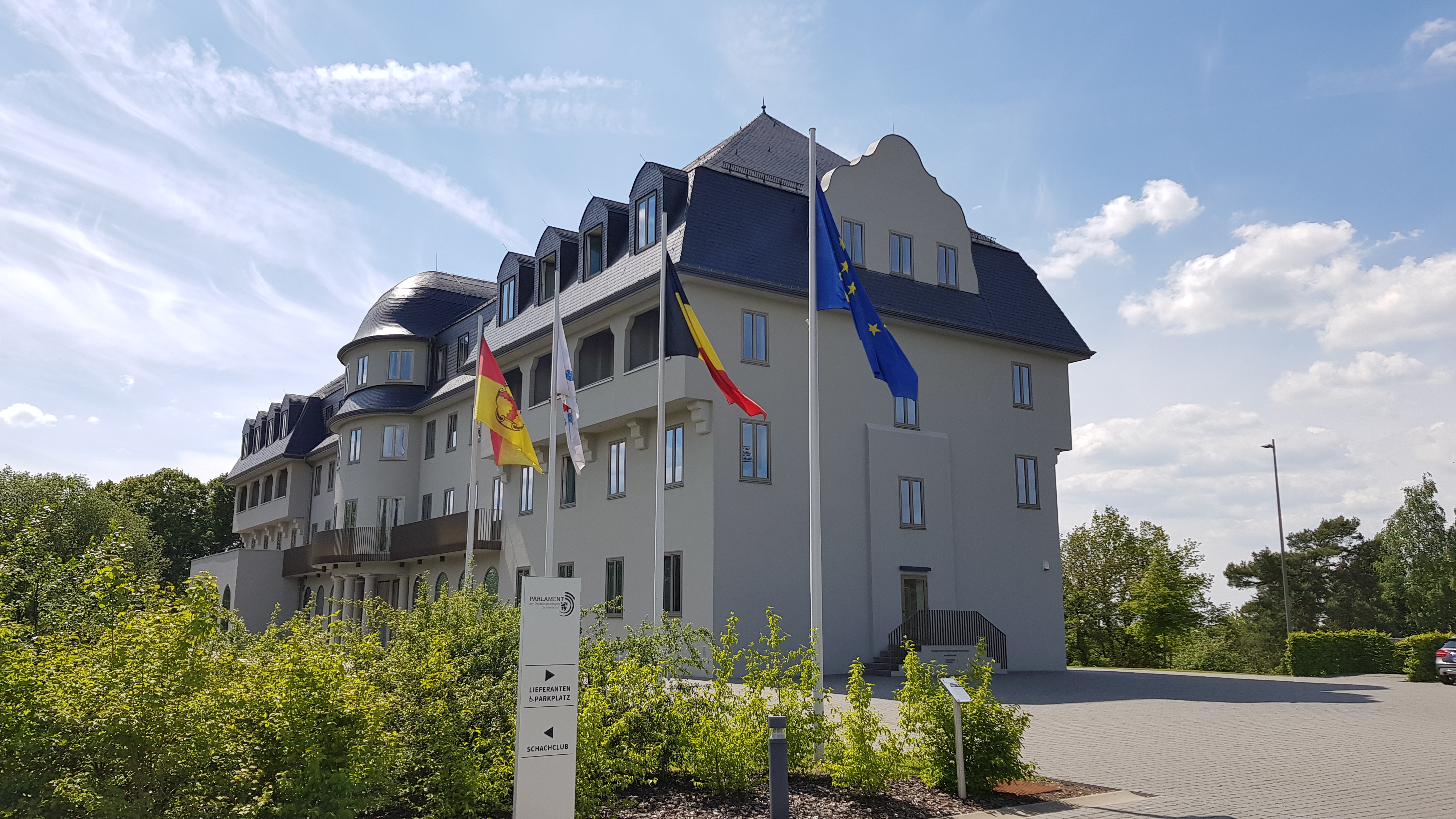
Das neue Parlamentsgebäude am Eupener Kehrweg, welches Ende 2013 bezogen wurde

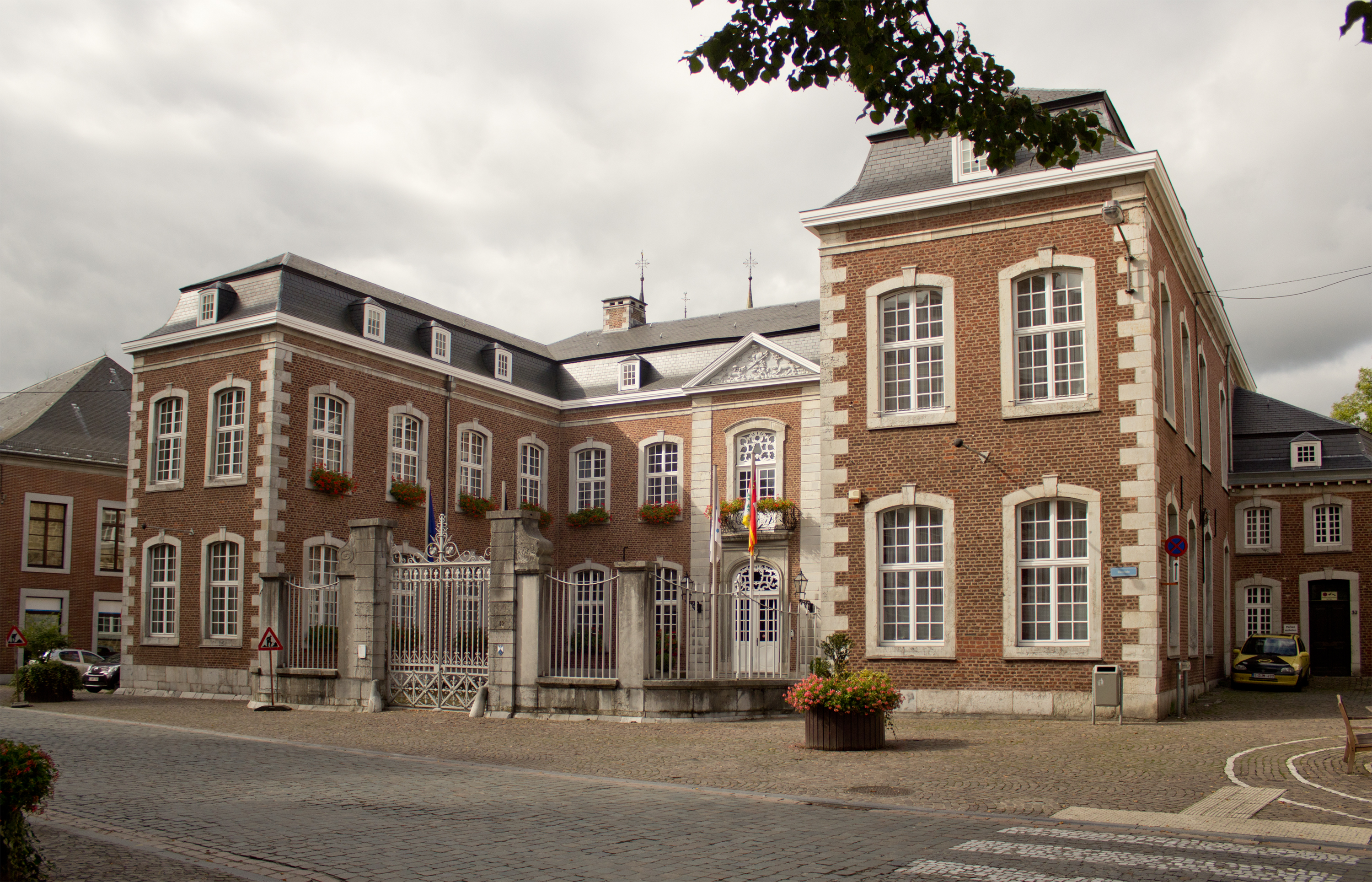
Haus Grand Ry, Regierungssitz (Eupen)

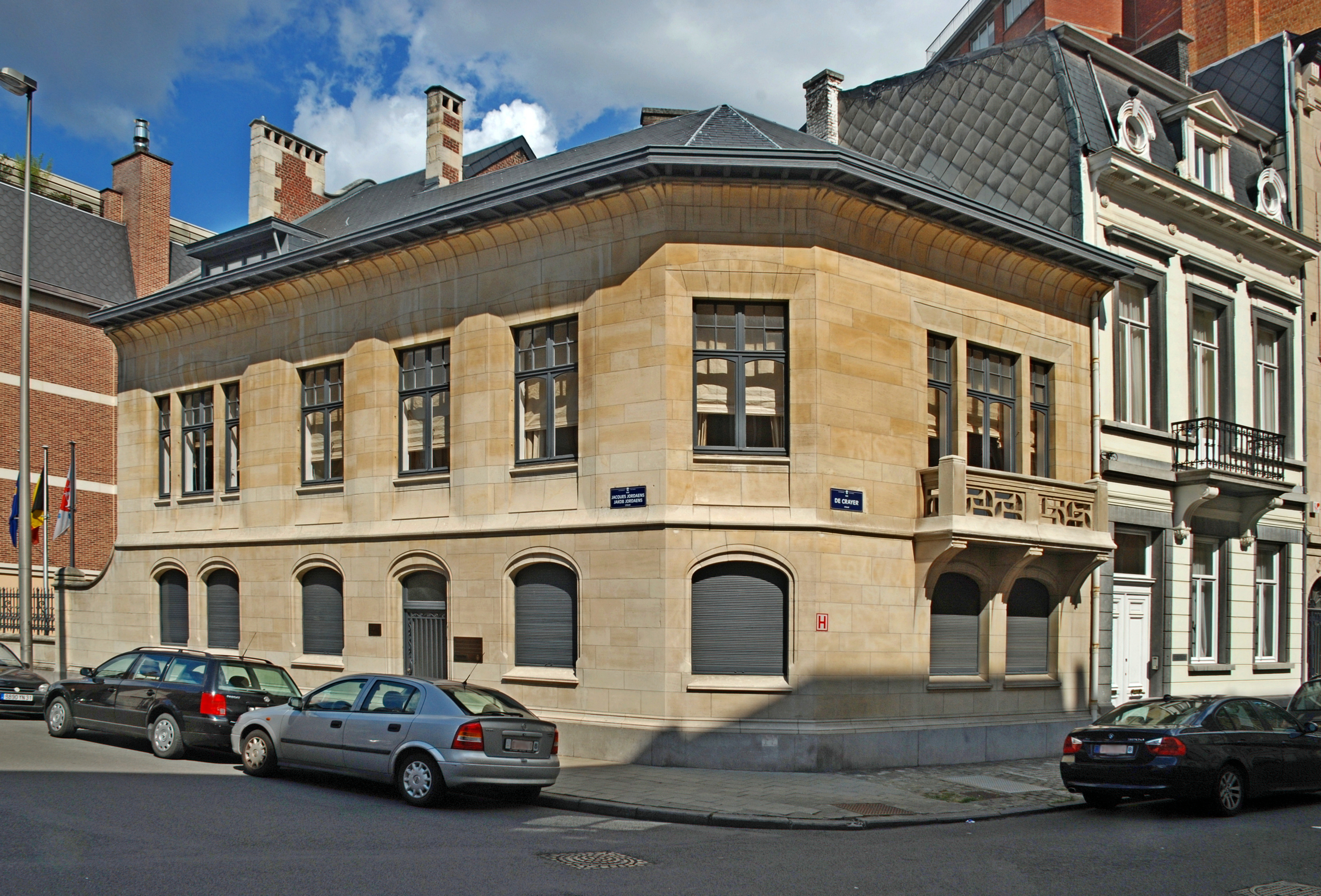
Hôtel De Brouckère, Vertretung der Deutschsprachigen Gemeinschaft Belgiens in Brüssel

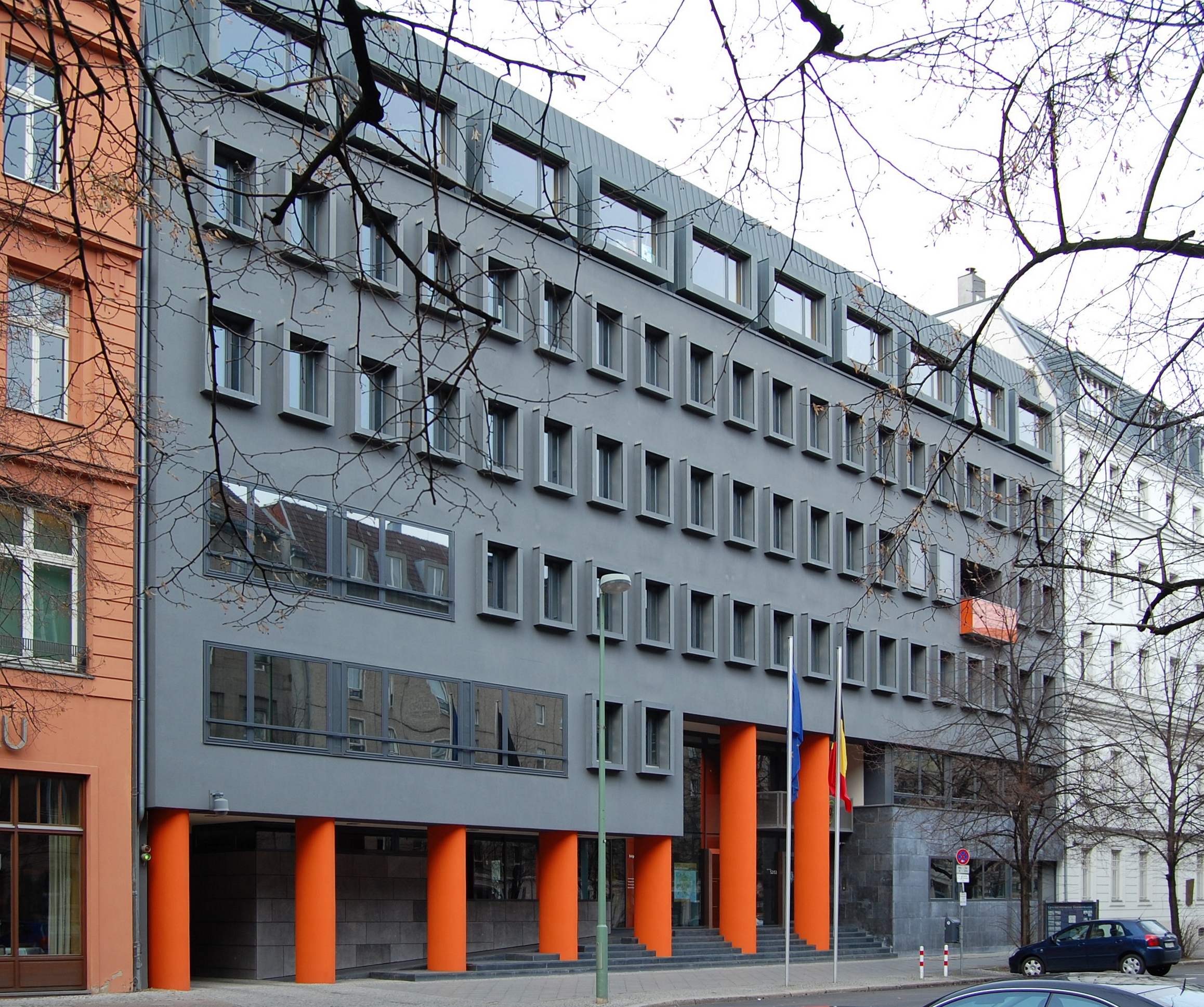
Belgische Botschaft in Berlin, Sitz der Vertretung der DG in Berlin

Die gesetzgebende Gewalt (Legislative) bildet das Parlament der Deutschsprachigen Gemeinschaft, welches sich aus 25 Vertretern zusammensetzt, die für fünf Jahre direkt von der Bevölkerung gewählt werden. Für die Legislaturperiode 2024–2029 sieht die Besetzung des Parlamentes wie folgt aus:
| Partei | Partei                                    | Sitze |
| ------ | ----------------------------------------- | ----- |
| •      | ProDG                                     | 8     |
| •      | Christlich Soziale Partei (CSP)           | 5     |
|        | Vivant                                    | 4     |
|        | Sozialistische Partei (SP)                | 3     |
| •      | Partei für Freiheit und Fortschritt (PFF) | 3     |
|        | Ecolo                                     | 2     |
| Gesamt | Gesamt                                    | 25    |

- SP: 3
- Ecolo: 2
- Vivant: 4
- PFF: 3
- CSP: 5
- ProDG: 8

Regierungsparteien sind mit einem Punkt (•) gekennzeichnet.
Das PDG bestimmt einen Gemeinschaftssenator, der auf föderaler Ebene im Senat die Deutschsprachige Gemeinschaft vertritt. Dieses Amt wird zurzeit von Alexander Miesen (PFF) wahrgenommen. Die legislativen Texte werden Dekrete genannt. Der Präsident des Parlaments war bis zu seinem Tod am 4. Januar 2013 Ferdel Schröder (PFF), sein Nachfolger wurde im Januar 2013 Alexander Miesen (PFF). Nach den Wahlen 2014 folgte Miesen der ehemalige Ministerpräsident der DG Karl-Heinz Lambertz (SP) nach.
Neben den 25 stimmberechtigten Abgeordneten gehören die deutschsprachigen Gewählten anderer Entscheidungsebenen (zurzeit eine Kammerabgeordnete, ein Vertreter des Europäischen Parlamentes, zwei Regionalabgeordnete und sechs Provinzialratsmitglieder) dem Parlament mit beratender Stimme an.
Bei der Europawahl bildet das Gebiet der Deutschsprachigen Gemeinschaft Belgiens das deutschsprachige Wahlkollegium, einen von drei Wahlkreisen des Europäischen Parlaments in Belgien. Er wählt ein Mitglied des Europäischen Parlaments und ist der einzige Wahlkreis, in dem das Mehrheitswahlrecht angewandt wird.

### Ausführende Gewalt
Die ausführende Gewalt (Exekutive) wird durch die Regierung der Deutschsprachigen Gemeinschaft als Gubernative und das Ministerium der Deutschsprachigen Gemeinschaft Belgiens als Administrative ausgeübt. Gegenwärtig wird die Regierung der Deutschsprachigen Gemeinschaft durch eine Dreiparteien-Koalition aus (ProDG, CSP und PFF) gebildet. Der Regierung gehören vier Minister an:
- Oliver Paasch (ProDG): Ministerpräsident
- Gregor Freches (PFF):  Minister für Kultur, Sport, Jugend und Tourismus
- Lydia Klinkenberg (ProDG): Ministerin für Soziales
- Jérôme Franssen (CSP): Minister für Bildung und Beschäftigung

| Name                | Beginn der Amtszeit | Ende der Amtszeit | Partei |
| ------------------- | ------------------- | ----------------- | ------ |
| Bruno Fagnoul       | 30. Januar 1984     | 11. November 1986 | PFF    |
| Joseph Maraite      | 11. November 1986   | 6. Juli 1999      | CSP    |
| Karl-Heinz Lambertz | 6. Juli 1999        | 30. Juni 2014     | SP     |
| Oliver Paasch       | 30. Juni 2014       | amtierend         | ProDG  |

### Partnerschaften
Die Deutschsprachige Gemeinschaft unterhält eine Partnerschaft mit dem Land Rheinland-Pfalz.

## Wirtschaft und Tourismus

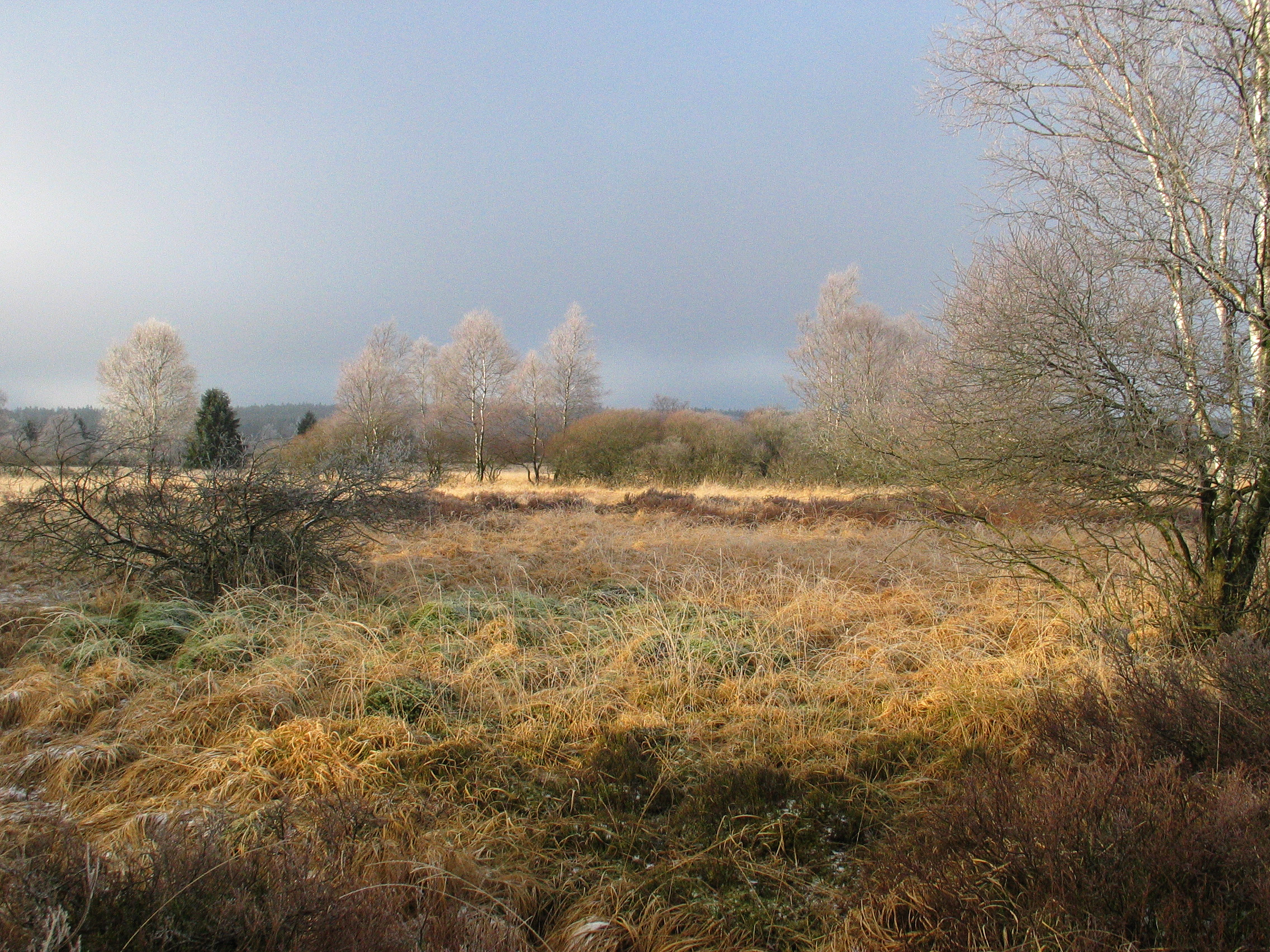
Die typische Vennlandschaft

Durch die DG führen verschiedene Rad- und Wanderwege des RAVeL-Netzes.

### Eupener Land
Das Eupener Land im Norden weist mehrere Industrieschwerpunkte auf, erleichtert durch den Anschluss an das belgische Eisenbahnnetz und die nahe Verbindung zur A3: Kabelwerk Eupen, kunststoffverarbeitende Betriebe, Herstellung von Trockenfilzen für die Papierindustrie, Schokoladenherstellung, präzisionsmechanische Betriebe, Aluminiumverarbeitung, Steingruben, Speditionsunternehmen usw.
Touristische Sehenswürdigkeiten sind die von den Aachener Baumeisterern des Barock, Laurenz Mefferdatis und Johann Josef Couven, entworfenen Gebäude sowie die Wesertalsperre in Eupen, das Stadtmuseum Eupen, das Töpfereimuseum Raeren, das Museum Vieille Montagne in Kelmis mit Informationen über Neutral-Moresnet und seinen Galmeiminen sowie die Eyneburg in Kelmis. Zudem zeigt das IKOB – Museum für zeitgenössische Kunst mit stetig wechselnden Ausstellungen einen Querschnitt durch die Kunstszene der Euregio Maas-Rhein und darüber hinaus.

### Belgische Eifel
Im Süden Ostbelgiens ist die Wirtschaft durch das nahe liegende Hohe Venn und die Waldgebiete der belgischen Eifel vor allem durch Forst- und Landwirtschaft sowie zahlreiche Sägewerke geprägt. Der Tourismus ist ebenfalls ein wichtiger Erwerbszweig in den Eifelgemeinden.
Touristische Anlaufpunkte sind hauptsächlich der Naturpark Hohes Venn-Eifel, die mittelalterliche Burg Reuland, die Stadt St. Vith, die Bütgenbacher Talsperre, das Europadenkmal am Dreiländerpunkt sowie die Kapelle Wiesenbach (9. Jahrhundert).

## Kultur
In den deutschsprachigen Gemeinden wird Karneval gefeiert, wobei dieser sich stark am Aachener Karneval orientiert.
Nach der Gründung im Jahre 1992 startete das OstbelgienFestival im Herbst 1993 in die erste erfolgreiche Saison. Das Konzept, zehn hochkarätige Konzerte über die ganze Region zu verteilen, kam sehr gut beim Publikum an. Eine wichtige Rolle spielte dabei auch die Idee, die gängigen Konzertsäle zu verlassen und akustisch wie architektonisch wertvolle Räume mit ihrem besonderen Ambiente einem breiteren Publikum zu öffnen. Inzwischen finden alljährlich 12 bis 17 Konzerte in der ganzen Deutschsprachigen Gemeinschaft Belgiens und in den angrenzenden Gemeinden Malmedy und Stavelot statt. Die künstlerische Leitung wird vom BRF-Musikredakteur Hans Reul wahrgenommen, Geschäftsführer war von 1993 bis 2011 Joseph Schroeder und ist seit 2012 Daniel Hilligsmann.
In Eupen wird seit 1991 von Chudoscnik Sunergia der Eupen Musik Marathon veranstaltet, bei dem Größen wie BAP, Reamonn, Beatsteaks, Guano Apes, Jupiter Jones, Juli oder Rea Garvey aufgetreten sind. Zusätzlich werden über das Jahr verteilt weitere Veranstaltungen ausgerichtet, etwa das internationale Straßentheater-Festival „HAASte Töne?!“ in der Unterstadt.
Alle zwei Jahre fand bis 2014 der Hergenrather Blumenkorso statt, ein Umzug mit blumengeschmückten Motivwagen, der in seinen Hochzeiten bis zu 20.000 Besucher anlockte.
Die Museumslandschaft in der Deutschsprachigen Gemeinschaft ist ebenfalls sehr breitgefächert. Neben dem Stadtmuseum Eupen und dem Töpfereimuseum in Raeren gibt es mit dem IKOB – Museum für zeitgenössische Kunst ein weiteres Museum, dessen Ausstellungen national und international Beachtung finden.

## Medien
Die Deutschsprachige Gemeinschaft verfügt über eine breite Medienlandschaft, wobei einige der nachgenannten Medien auch grenzüberschreitend in Deutschland empfangen werden. Umgekehrt werden in der DG auch zahlreiche bundesdeutsche Medien genutzt.

### Zeitungen
- Die Tageszeitung Grenz-Echo der Grenz-Echo AG
- Die Wochenzeitung Wochenspiegel, ein Gratisblatt für den Kanton Eupen
- Die Wochenzeitung Kurier-Journal, ein Gratisblatt für die Kantone St. Vith und Malmedy

### Online-Medien
- Das Online-Angebot des Belgischen Rundfunks
- Das Online-Angebot des GrenzEchos
- Das Online-Magazin Ostbelgien Direkt, das am 27. August 2012 startete und durch den ehemaligen GrenzEcho-Chefredakteur Gerard Cremer betrieben wird[28]

### Verlage
- Der Grenz-Echo Verlag der Grenz-Echo AG
- Der Verlag Pabst & Pesch
- Der Zeitschriften- und Buchverlag Krautgarten in St. Vith

### Radiosender
In Ostbelgien gibt es eine reiche Palette an privaten und öffentlich-rechtlichen Sendern.
Terrestrisch über UKW oder Digitalradio sind zu empfangen:
- Der öffentlich-rechtliche Belgische Rundfunk (BRF) mit zwei Radioprogrammen (BRF1 und BRF2)
- Das deutschsprachige Radioprogramm des größten belgischen Privatsenders Radio Contact – Ostbelgien NOW
- Das schlager- und volksmusikorientierte Programm Radio Sunshine
- Das schlager- und oldieorientierte Programm Radio 700
- Auf die benachbarte Aachener Region ausgerichtete Sender, der aus Lizenzgründen auf belgischem Gebiet steht ist 100’5 Das Hitradio

Im Internet sind zu empfangen:
- Der öffentlich-rechtliche Belgische Rundfunk (BRF) mit zwei Radioprogrammen (BRF1 und BRF2)
- Das schlager- und volksmusikorientierte Programm Radio Sunshine
- RTR Radio mit drei Spartenkanälen

### Fernsehprogramme
- Das Fernsehprogramm BRF TV des BRF
- Ein Bürgerfernsehen

## Bildung
Die Autonome Hochschule in der Deutschsprachigen Gemeinschaft in Eupen steht an der Spitze des deutschsprachigen Bildungs- und Ausbildungswesens.
In der Deutschsprachigen Gemeinschaft sind folgende einheitliche Jugendverbände mit deutschsprachigen Gruppen aktiv.
- Chiro
- Patro
- Les Scouts – Fédération des Scouts Baden-Powell de Belgique
- Guides Catholiques de Belgique[29]

## Sport
Mit dem Fußballverein KAS Eupen spielte in der Saison 2010/11 erstmals ein Verein aus der Deutschsprachigen Gemeinschaft Belgiens in der Pro League, der höchsten Spielklasse Belgiens. In der Saison 2015/16 schaffte der Verein zum zweiten Mal den Aufstieg in die Erste Division. Die Roller Bulls Ostbelgien aus Sankt Vith spielen in der deutschen Rollstuhlbasketball-Bundesliga. Der HC Eynatten wurde mehrfach belgischer Meister und Pokalsieger im Handball.
Der Verband deutschsprachiger Turnvereine Belgiens ist u. a. in der Disziplin Rhönrad beteiligt am Euregiostützpunkt Rhönradturnen.

## Trivia
In der US-amerikanischen Netflix-Comedyserie Brews Brothers wird wiederholt, wenn auch teilweise fehlerhaft, auf die Situation der Deutschsprachigen Gemeinschaft in Ostbelgien Bezug genommen.